# Furcenii Noi, Galați
Furcenii Noi este un sat în comuna Cosmești din județul Galați, Moldova, România.

## Furcenii vechi și Furcenii Noi - satul înghițit de Siret, 1 iulie 2000,Evenimentul zilei
Acest articol despre o localitate din județul Galați este deocamdată un ciot. Puteți ajuta Wikipedia prin completarea lui.